# Serrat de la Creueta (Sant Llorenç de Morunys)
El Serrat de la Creueta és una serra de la Vall de Lord situada al municipi de Sant Llorenç de Morunys (Solsonès), amb una elevació màxima de 1.053,8 metres.

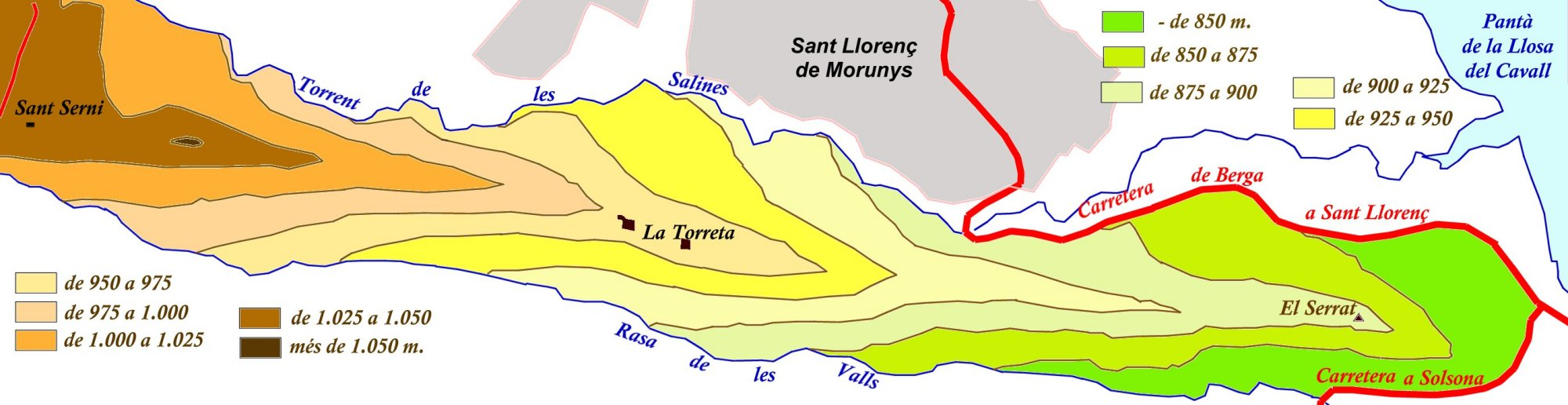
Mapa orogràfic del serrat

De direcció predominant oest-est (280º - 100º) s'inicia a poc més de 150 metres a llevant de l'ermita de Sant Serni de Vilamantells en una collada situada a 1036,2 m. d'altitud i 115 m. després ja assoleix la seva màxima altitud. Des d'aquest cim la carena va descendint suaument cap al Cardener fins a endinsar-se dins les aigües del pantà de la Llosa del Cavall al nord de la masia de Vilassaló a 1,8 km del seu punt d'inici.
El vessant nord arriba fins al Torrent de les Salines (a la banda nord del qual s'hi aixeca la vila de Sant Llorenç de Morunys) per bé que en el seu tram de llevant hom podria dir que s'acaba a la carretera LV-4241a mentre que el vessant sud arriba fins a la rasa de les Valls. La seva amplada en el punt més estret és de 250 m. a vol d'ocell.

## Poblament
En tota l'extensió del Serrat únicament s'hi toba una masia: la Torreta per bé que recentment al costat de la masia s'hi ha construït un xalet.